# Ios
Ios (gr. Ίος) – grecka wyspa na Morzu Egejskim w archipelagu Cyklad. Jest to wyspa górzysta, położona pomiędzy wyspami Naksos oraz Santoryn. Powierzchnia wyspy wynosi 109 km². Długość wyspy wynosi 18 km, a szerokość około 10 km. Zamieszkana jest przez 1838 osób (2001).
Leży w administracji zdecentralizowanej Wyspy Egejskie, w regionie Wyspy Egejskie Południowe, w jednostce regionalnej Thira, w gminie Ios. 
Ludność wyspy zajmuje się uprawą oliwek i winorośli.

## Historia
W starożytności z Ios miała pochodzić matka Homera. Nie istnieją jednak żadne źródła historyczne potwierdzające ten fakt. Na wyspie znaleźć można natomiast ślady osadnictwa mykeńskiego. Na północnym krańcu znajdują się ruiny weneckiego zamku (Wenecja sprawowała przejściowo kontrolę nad wyspą).

## Turystyka na Ios
Podobnie jak na innych greckich wyspach turystyka odgrywa dużą rolę w gospodarce oraz jest ważnym źródłem utrzymania lokalnych mieszkańców. Ios posiada wiele plaż, które przyciągają dużą liczbę turystów. W celu dorównania innym wyspom, na Ios podjęto program rozbudowy infrastruktury turystycznej. W tym celu buduje się wiele hoteli, barów oraz restauracji.